# میریام بدارد
میریام بدارد (انگلیسی: Myriam Bédard؛ زادهٔ ۲۲ دسامبر ۱۹۶۹) ورزشکار ورزش دوگانه اهل کانادا است.
وی در مسابقات کشوری و بین‌المللی در مجموع برندهٔ ۳ مدال طلا، ۱ مدال نقره، ۱ مدال برنز شده‌است.